# Mohamed Habib Essoussi
 (novembre 2012).
Mohamed Habib Essoussi (arabe : محمد الحبيب السوسي), né le 13 août 1914 à Kairouan et mort le 4 mai 1978 à Tunis, est un général tunisien.

## Engagement dans l'armée française
Il s'engage comme volontaire, le 3 octobre 1934, au titre de la garde beylicale, au peloton des élèves gradés. Il est promu au grade de ombachi le 1er juin 1935 puis affecté au 4e régiment de tirailleurs tunisiens (4e RTT) de l'Armée de terre française le 4 août. Il s'y voit promu au grade de caporal puis de sergent du régiment 67, le 6 novembre 1935. Dirigé en renfort le 28 avril 1936 à destination du Levant, il est affecté au 16e régiment de tirailleurs tunisiens le 8 mai 1936 avant d'être rapatrié à Tunis et affecté au 8e régiment de tirailleurs tunisiens en septembre 1938.
Il combat pendant la Seconde Guerre mondiale sur plusieurs fronts, notamment sur le front de l'Ouest et celui de l'Afrique du Nord. Prisonnier de guerre le 17 juin 1940,, il s'évade le 8 septembre de la même année, ce qui lui a valu la médaille des évadés. Nommé sergent-chef le 15 octobre, réaffecté au 4e RTT le 1er novembre puis nommé adjudant le 1er décembre 1942, il combat aux côtés des alliés durant la campagne de Tunisie afin de stopper l'avancée de l'Afrika Korps. Le 1er juillet 1944, il se voit promu au grade de adjudant-chef puis à celui de sous-lieutenant le 25 septembre.
Promu lieutenant, il sert ensuite en Indochine où il débarque à Saigon en 1951. Son bataillon fait mouvement à plusieurs reprises entre 1951 et 1953, notamment sur Tourane, Nha Trang et Ninh Hòa.

## Engagement dans l'armée tunisienne
Il quitte l'armée française avec le grade de capitaine et rejoint l'armée tunisienne à sa création en juillet 1956. Considéré comme l'un des fondateurs de la jeune armée, il participe également aux forces des Nations unies déployées en 1960 pendant la crise congolaise.  

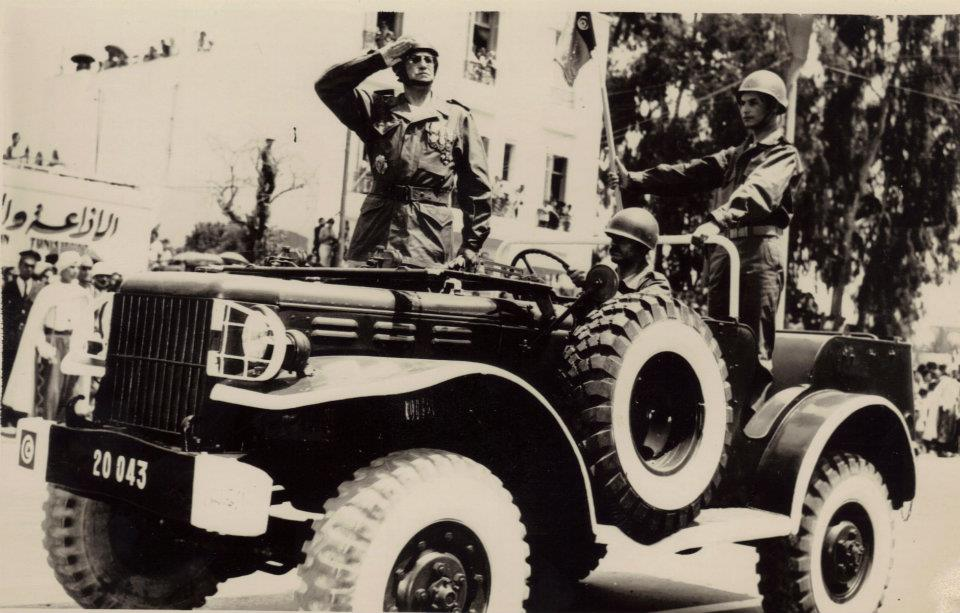
Essoussi à la tête du défilé du 1er juin 1971.

Ses états de service au sein de l'armée tunisienne se distinguent par une progression significative en termes d'échelons et de responsabilités. Commandant en 1957, lieutenant-colonel en 1959, il fonde l'Armée de l'air tunisienne qu'il commande en tant que chef d'état-major. Il poursuit ensuite ses études à l'École militaire de Paris.
À son retour à Tunis en 1965, il est promu au grade de colonel puis à celui de général de brigade en 1967. Nommé dès lors chef d'état-major de l'Armée de terre, le général Essoussi arrive au terme de sa carrière militaire en 1976 avec le grade de général de division qu'il occupait depuis 1972. 

## Vie privée
Fils de M'hamed Essoussi et de Mahbouba bent Abdesslem, il se marie le 27 octobre 1942 avec Zakia bent Mohamed.